# Dhrafa
Dhrafa fou un petit estat tributari protegit a la divisió d'Halil Pranth al Kathiawar, regió de Gujarat, presidència de Bombai. Estava format per 24 pobles amb 9 tributaris separats.
Els ingressos estimats eren de 6000 lliures i el tribut de 370 lliures es pagava al govern britànic a més de 116 lliures al nabab de Junagarh.